# Кардухи
Кардухи или Гордиены (лат. Kardoûkhoi, греч. Καρδοῦχοι или Γορδυαῖοι) — воинственные ираноязычные племена, которые в древности занимали холмистую местность вдоль верхнего Тигра, недалеко от границ Ассирии и Мидии, в современном Западном Курдистане. 
По одной из версий, племена кардухов являются предками современных курдов.

## История
Кардухи впервые упоминаются в начале IV века до нашей эры у Ксенофонта, который описал их как живущих в деревнях и занимающихся сельским хозяйством, виноградарством, ремеслами и животноводством. Кардухи, вероятно, были покорены Киром Великим, но они часто восставали против Ахеменидов, и к концу V в. до н. э. при Артаксерксе II они больше не находились под персидским контролем. Они даже разбили большую армию, посланную против них, и иногда заключали договоры с персидскими сатрапами. В 401 году до н. э. 10 000 бывших греческих наёмников Кира Младшего пробились по пути на родину через территорию кардухов в постоянных стычках. В римский период Диодор Сицилийский называл северные отроги Загроса кардухийскими горами, но Страбон называл жившие там племена гордиевцами. Неоднократно утверждалось, что кардухи были предками курдов, но более вероятными являются киртии (куртии), упомянутые Полибием, Ливием и Страбоном. Кардухи являлись жителями провинции Кордуэны.

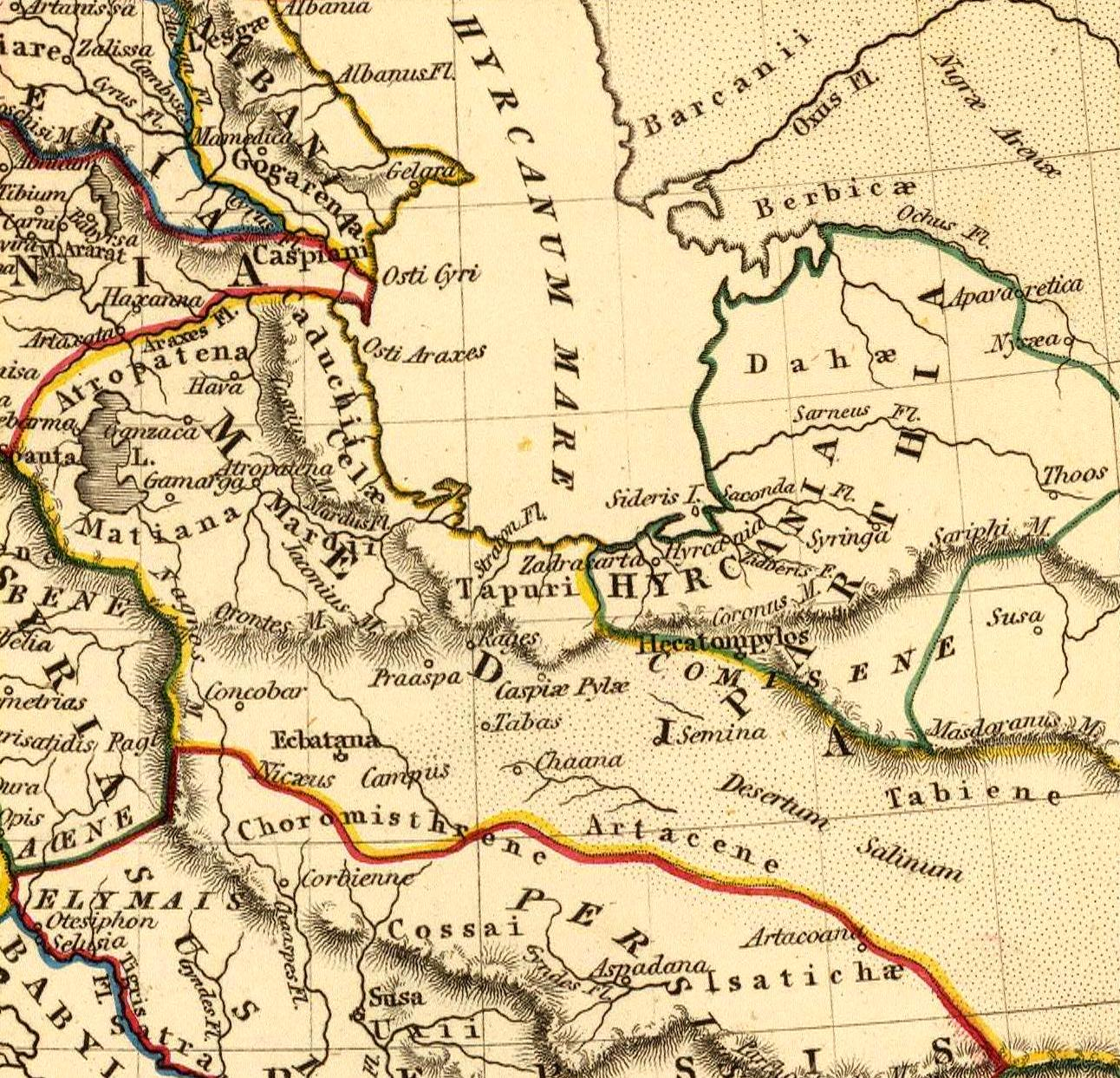
Кадусии на карте Йозефа Томаса

По словам Ксенофонта:
Кардухи покинули свои дома и, захватив с собой жён и детей, бежали в горы. Однако продовольствие здесь имелось в изобилии, и в домах можно было найти очень много бронзовых изделий. Ни одного из них эллины не взяли. Равным образом они не преследовали жителей, щадя их из тех соображений, что кардухи как враги царя, может быть, позволят эллинам пройти через их страну как страну дружественную. Однако продовольствие каждый брал там, где его находил, так как это было необходимо. Но кардухи не являлись на зов и ничем вообще не выказывали своего расположения. Когда последние эллины, уже в темноте, спускались в деревню с вершины горы, — вследствие тесноты дороги подъем и спуск занял у них целый день, — тогда собрался отряд кардухов и напал на них. Кардухи убили и ранили камнями и стрелами нескольких человек, будучи сами в небольшом числе; дело в том, что приход эллинского войска был для них неожиданным. Но если бы их тогда собралось больше, то вполне могла бы погибнуть значительная часть войска. Эту ночь эллины, таким образом, провели в деревнях, а кардухи жгли кругом на горах костры и перекликались друг с другом.
В 360 году н.э. царь Сасанидов Шапур II отправился в римскую провинцию Забдикене, которая находилась в Кордуене, чтобы завоевать её главный город Безабде, современный Джизре. Он нашёл город сильно укреплённым и охраняемым тремя легионами и большим отрядом курдских лучников. После долгой и упорной осады Шапур II прорвал стены, захватил город и перебил всех его защитников. После этого он отремонтировал стратегически расположенный город, снабдил его продовольствием и разместил гарнизон со своими лучшими войсками.
Кадусии или Кардусии (кардухи)
Среди имен многочисленных персидских имён находились и кадусии, которые, вероятно, назывались как  "кардусии" или "кардухи", являвшимися древними антагонистами Ксенофонта и предшественниками современных курдов. Кардусии являлись одним из племен в составе мидийской Атропатены.
В Месопотамии Митридат организовал три вассальных княжества. Адиабена и Гордуэна (племена кадухи, или кадусии) стали самостоятельны в момент общего ослабления власти Селевкидов.
Финикийцы сокращали путь от Египта до Кавказа и Гиркании, через Черное и Каспийское моря, которые до второго века были соединены судоходными проливами (?). Конечным пунктом на востоке было царство Каддат (Атланд) (??). На Кавказе множество топонимов с корнями «кад» и «код». Там (7 - 6 в. до н.э.) скифское племя кодарков (кадусиев) строило Колхидское царство, где по преданиям греков хранилось Золотое руно (астрономы наблюдали за созвездием Овна).